# Astreptoscolex
L'astreptoscoleco (gen. Astreptoscolex) è un anellide estinto, appartenente ai policheti. Visse nel Carbonifero medio (circa 320 milioni di anni fa) e i suoi resti sono stati ritrovati in Nordamerica (Montana e Illinois).

## Descrizione
Lungo fino a 5,5 centimetri, questo animale possedeva un corpo allungato ma robusto, suddiviso in segmenti di numero variabile da 29 a 42. Il capo, arrotondato e provvisto di due corte antenne, possedeva una proboscide estroflettibile. Le mascelle erano semplici e di forma conica. I parapodi erano dotati di setole non molto lunghe, biramati e con branchie a forma di pettine. Il corpo vermiforme si restringeva nella parte posteriore, e l'estremità era dotato di due lunghi cirri anali.

## Classificazione
L'astreptoscoleco appartiene ai policheti, un gruppo di anellidi molto diffusi in ambiente marino e apparsi addirittura nel Cambriano inferiore. Astreptoscolex, in particolare, appartiene alla famiglia dei nefitidi (Nephytidae), che consta di numerose specie attuali. La specie più nota di Astreptoscolex è A. anasillosus, rinvenuta nel ben noto giacimento di Mazon Creek, nell'Illinois. Un genere assai simile ma di forma più slanciata è Didontogaster, anch'esso proveniente da Mazon Creek.

## Stile di vita
I nefitidi attuali vivono per lo più nella sabbia o nel fango del fondale marino; è probabile che anche Astreptoscolex vivesse in questo ambiente, dove scavava gallerie per mezzo della proboscide estroflettibile e si nutriva di particelle e minuscoli organismi.